# Ptîcea, Dubno
Ptîcea (în ucraineană Птича) este localitatea de reședință a comunei Ptîcea din raionul Dubno, regiunea Rivne, Ucraina.

## Demografie
Componența lingvistică a localității Ptîcea
     Ucraineană (99,27%)
     Alte limbi (0,73%)
Conform recensământului din 2001, majoritatea populației localității Ptîcea era vorbitoare de ucraineană (99,27%), existând în minoritate și vorbitori de alte limbi.